# NGC 474
NGC 474 je galaksija u zviježđu Ribe.

## Vanjske poveznice
- SEDS: NGC 474